# Кастелвекио (Пезаро и Урбино)
Кастелвекио је насеље у Италији у округу Пезаро и Урбино, региону Марке.
Према процени из 2011. у насељу је живело 850 становника. Насеље се налази на надморској висини од 74 м.